# Reentrância estromboide

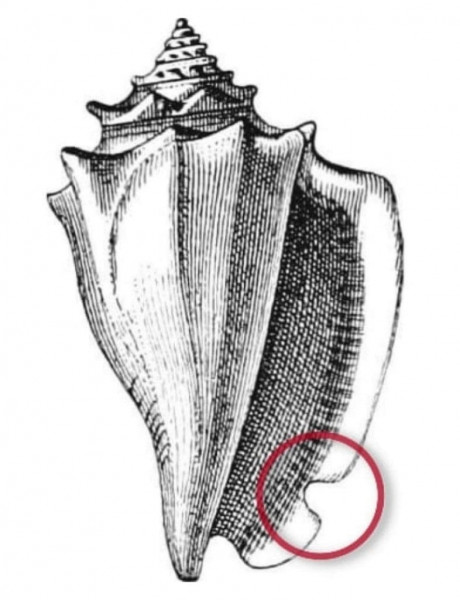
Nesta concha de Strombus a reentrância estromboide é indicada pelo círculo vermelho, embaixo.

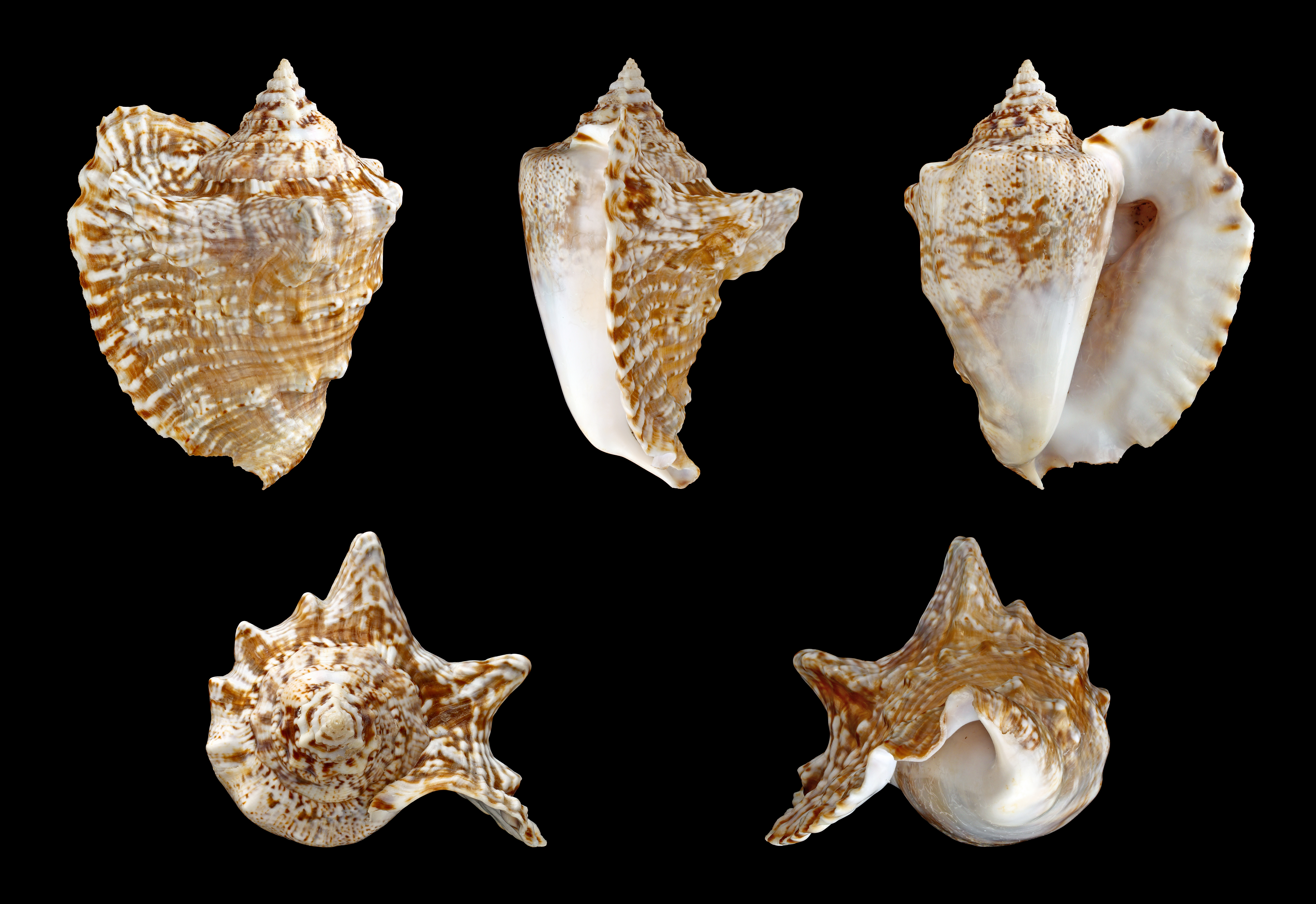
Nesta imagem de Lobatus raninus (Gmelin, 1791) é possível ver a sua reentrância estromboide frontalmente, embaixo à direita.

Nas conchas dos moluscos gastrópodes a reentrância estromboide (também podendo ser denominada dobra estromboide, entalhe estromboide, encaixe estromboide ou nó estromboide; esta última denominação em Portugal - em inglêsː stromboid notch) é uma característica anatômica encontrada em uma família taxonômica de caramujos ou búzios marinhos de médio a grande porte, os Strombidae (nomeados estrombos ou conchas-aranha); mas não vista em seus indivíduos juvenis.
Estas conchas têm um entalhe, mais ou menos na forma de um U, na borda do seu lábio externo, não muito longe do canal sifonal, cuja função é permitir a saída de um de seus dois olhos (omatóforos) localizados no topo de tentáculos pedunculados e espreitados através desta fenda, e do canal sifonal, quando o animal está ativo. Já os indivíduos e espécimes juvenís apresentam lábio externo fino, não expandido, e podem ser confundidos pelo não-especialista com conchas do gênero Conus.

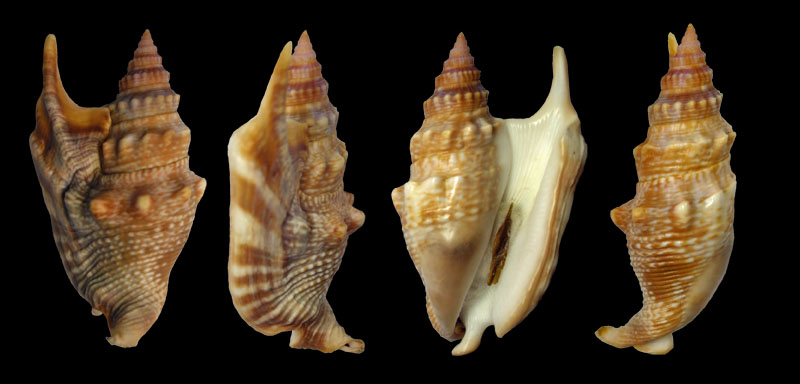
Fotografia de quatro vistas da espécie Euprotomus hawaiensis (Pilsbry, 1918), onde é possível ver a sua reentrância estromboide.